# Ministeri de Transport, Turisme i Esport d'Irlanda
El Ministeri de Transport, Turisme i Esport de la República d'Irlanda (gaèlic irlandès An tAire Iompair, Turasóireachta agus Spóirt) és el màxim responsable del Departament de Transport, Turisme i Esport al Govern d'Irlanda.

## Descripció
El ministre i el Departament són responsables de la implementació d'una política integral de transport. La política integrada serà dissenyada en la mesura del possible per a superar les demores existents, embussos i congestió i per a oferir al consumidor més possibilitats d'elecció en mitjans de transport alternatius. A través d'un enfocament integrat el Departament desenvoluparà i aplicarà polítiques dirigides a millorar l'equilibri regional, i reduir l'aïllament rural i l'exclusió social.
Les responsabilitats específiques que estan sota la tutela del ministre de Transport en relació amb les carreteres nacionals i per al transport per carretera, en general, són: el programa de carreteres nacionals en el marc del pla nacional de desenvolupament, l'aplicació de l'estratègia de seguretat de carreteres del Govern i de les polítiques relacionades per a la regulació de les normes de concessió de llicències de vehicles; transport per carretera, permisos de conducció, i proves pilot.
Pel que fa a la política d'aviació, el Departament és responsable d'assegurar que les pràctiques i procediments d'aviació compleixen amb les millors pràctiques internacionals, la promoció del desenvolupament d'un sector de l'aviació vibrant, competitiva i regulada progressivament i la provisió de la infraestructura aeroportuària adequada i serveis aeroportuaris competitius.
En l'àmbit del transport marítim, el Departament és responsable d'establir, promoure, regular i fer complir les normes de seguretat marítima, la prestació de serveis de resposta a emergències i la protecció del medi ambient marí. També és responsable de la política portuària.
El 1991, les funcions del Ministre de Comunicacions van ser traslladats al ministre de Transports. El gener de 2006 diversos àmbits relacionats amb la Marina van ser traslladats al Departament de Transport del llavors Departament de Comunicacions, Marina i Recursos Naturals. Aquests inclouen la Guàrdia Costanera irlandesa (Marine Survey Office, MSO), Ajudes a la secció de navegació i la Divisió del Medi Marí.

## Llista de titulars del càrrec

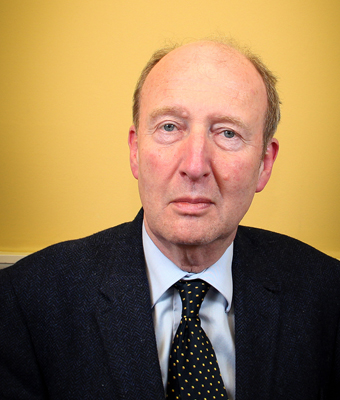
Shane Ross

| Ministeri de Transport i Electricitat 1959–1977           |                         |                        |                        |        |             |
| Núm.                                                      | Nom                     | Mandat                 | Mandat                 | Partit | Partit      |
| 1.                                                        | Erskine H. Childers     | 27 de juliol de 1959   | 2 de juliol de 1969    |        | Fianna Fáil |
| 2.                                                        | Brian Lenihan           | 2 de juliol de 1969    | 3 de gener de 1973     |        | Fianna Fáil |
| 3.                                                        | Michael O'Kennedy       | 3 de gener de 1973     | 14 de març de 1973     |        | Fianna Fáil |
| 4.                                                        | Peter Barry             | 14 de març de 1973     | 2 de desembre de 1976  |        | Fine Gael   |
| 5.                                                        | Tom Fitzpatrick         | 2 de desembre de 1976  | 5 de juliol de 1977    |        | Fine Gael   |
| 6.                                                        | Pádraig Faulkner        | 5 de juliol de 1977    | 12 de juliol de 1979   |        | Fianna Fáil |
| Ministeri de Turisme i Transport 1977–1980                |                         |                        |                        |        |             |
| Núm.                                                      | Nom                     | Mandat                 | Mandat                 | Partit | Partit      |
|                                                           | Pádraig Faulkner        | 12 de juliol de 1977   | 11 de desembre de 1979 |        | Fianna Fáil |
| 7.                                                        | George Colley           | 12 de desembre de 1979 | 25 de gener de 1980    |        | Fianna Fáil |
| Ministeri de Transport 1980–1987                          |                         |                        |                        |        |             |
| Núm.                                                      | Nom                     | Mandat                 | Mandat                 | Partit | Partit      |
| 8.                                                        | Albert Reynolds         | 25 de gener de 1980    | 30 de juny de 1981     |        | Fianna Fáil |
| 9.                                                        | Patrick Cooney          | 30 de juny de 1981     | 9 de març de 1982      |        | Fine Gael   |
| 10.                                                       | John Wilson (1r cop)    | 9 de març de 1982      | 14 de desembre de 1982 |        | Fianna Fáil |
| 11.                                                       | Jim Mitchell            | 14 de desembre de 1982 | 10 de març de 1987     |        | Fine Gael   |
| Ministeri de Turisme i Transport 1987–1991                |                         |                        |                        |        |             |
| Núm.                                                      | Nom                     | Mandat                 | Mandat                 | Partit | Partit      |
| 12.                                                       | Ray MacSharry           | 20 de març de 1987     | 31 de març de 1987     |        | Fianna Fáil |
|                                                           | John Wilson (2n cop)    | 31 de març de 1987     | 12 de juliol de 1989   |        | Fianna Fáil |
| 13.                                                       | Séamus Brennan (1r cop) | 12 de juliol de 1989   | 7 de febrer de 1991    |        | Fianna Fáil |
| Ministeri de Turisme, Transport i Comunicacions 1991–1993 |                         |                        |                        |        |             |
| Núm.                                                      | Nom                     | Mandat                 | Mandat                 | Partit | Partit      |
|                                                           | Séamus Brennan (1r cop) | 7 de febrer de 1991    | 11 de febrer de 1992   |        | Fianna Fáil |
| 14.                                                       | Máire Geoghegan-Quinn   | 11 de febrer de 1992   | 12 de gener de 1993    |        | Fianna Fáil |
| 15.                                                       | Charlie McCreevy        | 12 de gener de 1993    | 22 de gener de 1993    |        | Fianna Fáil |
| Ministeri de Transport, Energia i Comunicacions 1993–1997 |                         |                        |                        |        |             |
| Núm.                                                      | Nom                     | Mandat                 | Mandat                 | Partit | Partit      |
| 16.                                                       | Brian Cowen             | 22 de gener de 1993    | 15 de desembre de 1994 |        | Fianna Fáil |
| 17.                                                       | Michael Lowry           | 15 de desembre de 1994 | 30 de novembre de 1996 |        | Fine Gael   |
| 18.                                                       | John Bruton (interí)    | 30 de novembre de 1996 | 3 de desembre de 1996  |        | Fine Gael   |
| 19.                                                       | Alan Dukes              | 3 de desembre de 1996  | 26 de juny de 1997     |        | Fine Gael   |
| 20.                                                       | Mary O'Rourke           | 26 de juny de 1997     | 12 de juliol de 1997   |        | Fianna Fáil |
| Ministeri per Empreses Públic 1997–2002                   |                         |                        |                        |        |             |
| Núm.                                                      | Nom                     | Mandat                 | Mandat                 | Partit | Partit      |
|                                                           | Mary O'Rourke           | 12 de juliol de 1997   | 6 de juny de 2002      |        | Fianna Fáil |
| Ministeri de Transport 2002–2011                          |                         |                        |                        |        |             |
| Núm.                                                      | Nom                     | Mandat                 | Mandat                 | Partit | Partit      |
|                                                           | Séamus Brennan (2n cop) | 6 de juny de 2002      | 29 de setembre de 2004 |        | Fianna Fáil |
| 21.                                                       | Martin Cullen           | 29 de setembre de 2004 | 14 de juny de 2007     |        | Fianna Fáil |
| 22.                                                       | Noel Dempsey            | 14 de juny de 2007     | 19 de gener de 2011    |        | Fianna Fáil |
| 23.                                                       | Pat Carey               | 20 de gener de 2011    | 8 de març de 2011      |        | Fianna Fáil |
| Ministeri de Transport, Turisme i Esport 2011–actualitat  |                         |                        |                        |        |             |
| Núm.                                                      | Nom                     | Mandat                 | Mandat                 | Partit | Partit      |
| 24.                                                       | Leo Varadkar            | 9 de març de 2011      | 11 de juliol de 2014   |        | Fine Gael   |
| 25.                                                       | Paschal Donohoe         | 11 de juliol de 2014   | 6 de maig de 2016      |        | Fine Gael   |
| 26.                                                       | Shane Ross              | 6 de maig de 2016      | en el càrrec           |        | Independent |